# An Albatross
An Albatross é uma banda de noise rock, diferenciando-se de outras bandas do estilo por incorporar em seu som elementos de grindcore e mathcore, além dos característicos sons 8-bits associados ao nintendocore.

## Formação
- Edward B. Gieda III - vocal (1999-presente)
- Jason Hudak - baixo (1999-presente)
- Daniel Kishbaugh - guitarra (2017-presente)
- Steven Vaiani - bateria (2006-presente)
- Kat Paffett - sintetizador (2002-08, 2016-presente)
- Bubba Ayoub - sintetizador & projeções (2017-presente)

## Discografia

### Álbuns
- Eat Lightning, Shit Thunder (2001)
- Freedom Summer Live LP (2005)
- Blessphemy...of the Peace Beast Feastgiver and the Bear Warp Kumite (2006)
- The An Albatross Family Album (2008)
- London:Live (2009)

### Singles e EPs
- We Are the Lazer Viking (2003).
- An Albatross / XBXRX split 7-inch (2004)